# Шведе, Бианка
Бианка Шведе (нем. Bianka Schwede; род. 9 января 1953, Дрезден), в замужестве Боррман (нем. Borrmann) — немецкая гребчиха, выступавшая за сборную ГДР по академической гребле в 1970-х годах. Чемпионка летних Олимпийских игр в Монреале, трёхкратная чемпионка мира, победительница многих регат национального и международного значения.

## Биография
Бианка Шведе родилась 9 января 1953 года в Дрездене, ГДР. Проходила подготовку в местном спортивном клубе «Айнхайт Дрезден».
Впервые заявила о себе в гребле в 1970 году, выиграв Спартакиаду ГДР.
Первого серьёзного успеха на взрослом международном уровне добилась в сезоне 1974 года, когда вошла в основной состав восточногерманской национальной сборной и побывала на чемпионате мира в Люцерне, откуда привезла награду золотого достоинства, выигранную в зачёте распашных рулевых восьмёрок.
В 1975 году на мировом первенстве в Ноттингеме вновь одержала победу в восьмёрках.
Благодаря череде удачных выступлений удостоилась права защищать честь страны на летних Олимпийских играх 1976 года в Монреале — совместно с Карин Метце, Габриеле Лос, Андреа Курт и рулевой Забине Хес заняла первое место в программе женских рулевых четвёрок, завоевав тем самым золотую олимпийскую медаль.
После монреальской Олимпиады Шведе ещё в течение некоторого времени оставалась в составе гребной команды ГДР и продолжала принимать участие в крупнейших международных регатах. Так, в 1977 году в восьмёрках она выиграла мировое первенство в Амстердаме, став таким образом трёхкратной чемпионкой мира по академической гребле.
За выдающиеся спортивные достижения дважды награждалась орденом «За заслуги перед Отечеством» в серебре (1974, 1976).
Завершив спортивную карьеру, работала секретарём в электротехнической компании Robotron в Дрездене.